# Сельское поселение Шапшинское (Вологодская область)
Сельское поселение Шапшинское — сельское поселение в составе Харовского района Вологодской области.
Центр — село Шапша.
Образовано 1 января 2006 года в соответствии с Федеральным законом № 131 «Об общих принципах организации местного самоуправления в Российской Федерации».
Население — 603 человека (2010), в том числе трудоспособное население — 288, пенсионеры и инвалиды — 187, служат в армии 10, учащиеся школы и вузов — 81, дети дошкольного возраста — 37.

## История
В 1999 году был утверждён список населённых пунктов Вологодской области. Согласно этому списку, в Шапшинский сельсовет входили 32 населённых пункта, центром сельсовета было село Погост Никольский.
В 2000 году были упразднены деревни Бажеиха, Котовская, Поповка.
В том же году село Погост Никольский, деревни Большая, Негодяиха, Симаково и Тимошинская были объединены в село Шапша, которое стало центром сельсовета.
1 января 2006 года Шапшинский сельсовет был преобразован в Шапшинское сельское поселение.
Законом Вологодской области от 28 апреля 2015 года № 3634-ОЗ, сельские поселения Азлецкое, Кумзерское и Шапшинское преобразованы, путём объединения, в сельское поселение Шапшинское с административным центром в селе Шапша.

## География
Расположено в западной части района. Граничит:
- на западе с Азлецким и Кумзерским сельскими поселениями,
- на юге с Заднесельским сельским поселением Усть-Кубинского района,
- на востоке с Кубинским и Разинским сельскими поселениями,
- на севере с Кадниковским сельским поселением Вожегодского района.

По территории протекают реки Шапша, Искуш, Лебяжка, восточная часть Кумзерского озера.

## Экономика
Основное предприятие — СПК «Приозерье» (животноводство, основное направление — производство молока), 65 сотрудников. Также есть одно лесозаготовительное предприятие, отделение связи, филиал отделения Сбербанка, пожарная часть, магазины, население занимается подсобным хозяйством.
Работают средняя школа с интернатом и детским садом, Шапшинский Дом Культуры и библиотека.
В Шапшинской участковой больнице действуют амбулатория, дневной стационар, дом сестринского ухода, аптечный пункт, лаборатория, автоклавная, кухня и столовая для больных.
Населённые пункты с постоянным населением телефонизированы. Действует водопровод, котельная, уличное освещение. На территории сельского поселения 19,9 км дорог, 3 моста.

## Населённые пункты
В состав сельского поселения входят 25 населённых пунктов, в том числе
24 деревни,
1 село.
| Населённый пункт              | ОКАТО          | Рег. номер | Расстояние до районного центра, км | Расстояние до центра поселения, км | Координаты                      |
| ----------------------------- | -------------- | ---------- | ---------------------------------- | ---------------------------------- | ------------------------------- |
| деревня Большая Середняя      | 19 252 844 004 | 7199       | 41                                 | 7                                  | 60°11′57″ с. ш. 39°49′12″ в. д. |
| деревня Борисовская           | 19 252 844 005 | 7200       | 42                                 | 8                                  | 60°12′00″ с. ш. 39°47′54″ в. д. |
| деревня Горка                 | 19 252 844 006 | 7201       | 44                                 | 10                                 | 60°05′27″ с. ш. 39°47′24″ в. д. |
| деревня Деревенька Кузнечиха  | 19 252 844 007 | 7202       | 35                                 | 1                                  | 60°08′55″ с. ш. 39°53′41″ в. д. |
| деревня Деревенька Шапшинская | 19 252 844 008 | 7203       | 37                                 | 3                                  | 60°10′42″ с. ш. 39°52′04″ в. д. |
| деревня Заречная              | 19 252 844 009 | 7204       | 37                                 | 3                                  | 60°07′46″ с. ш. 39°50′56″ в. д. |
| деревня Зуена                 | 19 252 844 010 | 7205       | 42                                 | 8                                  | 60°07′03″ с. ш. 39°46′01″ в. д. |
| деревня Кобылкино             | 19 252 844 011 | 7206       | 38                                 | 4                                  | 60°07′34″ с. ш. 39°49′30″ в. д. |
| деревня Лебежь                | 19 252 844 013 | 7208       | 49                                 | 15                                 | 60°05′08″ с. ш. 39°51′01″ в. д. |
| деревня Лукино                | 19 252 844 014 | 7209       | 40                                 | 6                                  | 60°07′23″ с. ш. 39°56′08″ в. д. |
| деревня Малая Середняя        | 19 252 844 016 | 7210       | 48                                 | 14                                 | 60°04′58″ с. ш. 39°50′00″ в. д. |
| деревня Машутиха              | 19 252 844 015 | 7211       | 43                                 | 9                                  | 60°07′17″ с. ш. 39°44′40″ в. д. |
| деревня Митинская             | 19 252 844 017 | 7212       | 40                                 | 6                                  | 60°07′36″ с. ш. 39°47′47″ в. д. |
| деревня Паньковская           | 19 252 844 019 | 7214       | 36                                 | 2                                  | 60°10′09″ с. ш. 39°52′31″ в. д. |
| деревня Пиляиха               | 19 252 844 020 | 7215       | 37                                 | 3                                  | 60°07′50″ с. ш. 39°50′32″ в. д. |
| деревня Пожарище              | 19 252 844 021 | 7216       | 39                                 | 5                                  | 60°08′09″ с. ш. 39°48′07″ в. д. |
| деревня Потапиха              | 19 252 844 023 | 7218       | 42                                 | 8                                  | 60°06′21″ с. ш. 39°46′41″ в. д. |
| деревня Сопятино              | 19 252 844 025 | 7220       | 41                                 | 7                                  | 60°07′38″ с. ш. 39°46′34″ в. д. |
| деревня Софониха              | 19 252 844 026 | 7221       | 43                                 | 9                                  | 60°06′00″ с. ш. 39°46′32″ в. д. |
| деревня Харитониха            | 19 252 844 028 | 7223       | 46                                 | 12                                 | 60°05′19″ с. ш. 39°49′30″ в. д. |
| деревня Ципошевская           | 19 252 844 029 | 7224       | 36                                 | 2                                  | 60°10′14″ с. ш. 39°52′14″ в. д. |
| село Шапша                    | 19 252 844 001 | 8304       | 36                                 | 0                                  | 60°09′19″ с. ш. 39°52′13″ в. д. |
| деревня Шемякино              | 19 252 844 030 | 7225       | 42                                 | 8                                  | 60°06′40″ с. ш. 39°47′32″ в. д. |
| деревня Шутово                | 19 252 844 031 | 7226       | 38                                 | 4                                  | 60°11′14″ с. ш. 39°51′18″ в. д. |
| деревня Юртинская             | 19 252 844 032 | 7227       | 38                                 | 4                                  | 60°08′06″ с. ш. 39°49′00″ в. д. |

Упразднённые населёные пункты:
| Населённый пункт       | ОКАТО          | Рег. номер | Расстояние до районного центра, км | Расстояние до центра поселения, км | Координаты                      | Комментарий                         |
| ---------------------- | -------------- | ---------- | ---------------------------------- | ---------------------------------- | ------------------------------- | ----------------------------------- |
| деревня Бажеиха        | 19 252 844 002 | 7197       | 38                                 | 4                                  |                                 | Упразднена 29.9.2000                |
| деревня Большая        | 19 252 844 003 | 7198       | 34,2                               | 0,2                                | 60°09′25″ с. ш. 39°52′08″ в. д. | Вошла в состав села Шапша 2.10.2000 |
| деревня Котовская      | 19 252 844 012 | 7207       | 44                                 | 10                                 |                                 | Упразднена 29.9.2000                |
| деревня Негодяиха      | 19 252 844 018 | 7213       | 34,2                               | 0,2                                |                                 | Вошла в состав села Шапша 2.10.2000 |
| село Погост Никольский | 19 252 844 001 | 7196       | 34                                 | 0                                  | 60°09′30″ с. ш. 39°52′36″ в. д. | Вошло в состав села Шапша 2.10.2000 |
| деревня Поповка        | 19 252 844 022 | 7217       | 34,5                               | 0,5                                |                                 | Упразднена 29.9.2000                |
| деревня Симаково       | 19 252 844 024 | 7219       | 34,3                               | 0,3                                | 60°08′59″ с. ш. 39°52′29″ в. д. | Вошла в состав села Шапша 2.10.2000 |
| деревня Тимошинская    | 19 252 844 027 | 7222       | 35                                 | 1                                  |                                 | Вошла в состав села Шапша 2.10.2000 |